# Non plus ultra

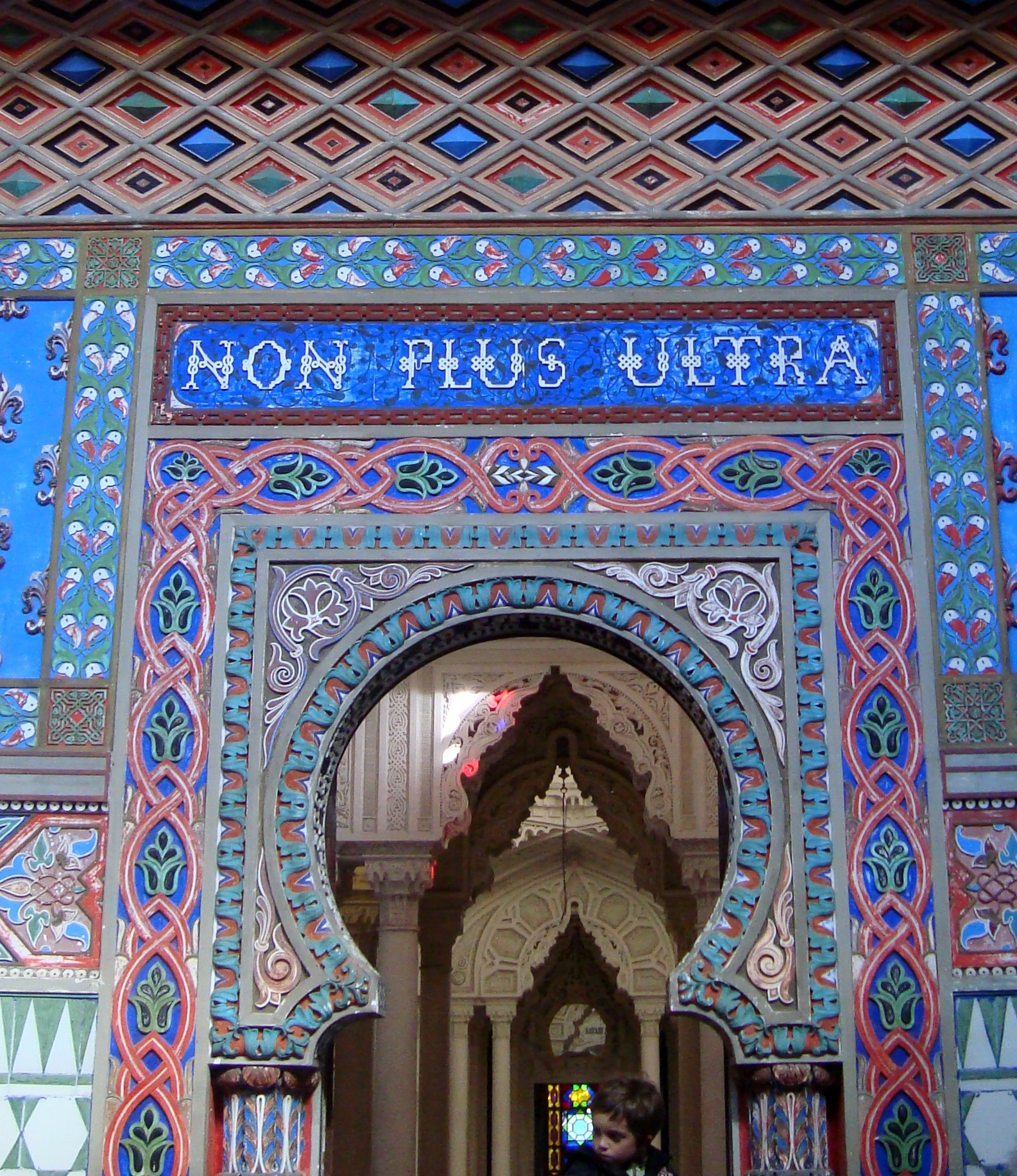
Non plus ultra su una sovraporta del castello di Sammezzano

La locuzione latina non plus ultra o nec plus ultra, tradotta letteralmente, significa non più avanti, in contrapposizione all'altro motto plus ultra (sempre avanti).

## Storia
Secondo la mitologia, questa iscrizione fu scolpita da Ercole sui monti Calpe ed Abila, le cosiddette Colonne d'Ercole (stretto di Gibilterra), creduti i limiti estremi del mondo, oltre i quali era vietato il passaggio a tutti i mortali.
Ercole raggiunse il limite del mondo e separò il monte presente in due parti (le due colonne d'Ercole): i due monti si chiamarono Abila in Africa e Calpe in Spagna.
La prima delle due colonne è la Rocca di Gibilterra, l'altra una montagna africana di cui però non è certa la conoscenza. Nella mitologia si narra inoltre che dopo l'"ascensione" di Ercole all'Olimpo si trovi lì tra le due "colonne" per parlare con chiunque passi. Viene raffigurato come un uomo con la barba e i capelli scuri con indosso una veste purpurea.

## Utilizzo
Nell'uso comune la frase serve ad indicare il limite estremo, cioè il massimo, della perfezione, dell'eleganza, dell'arte con cui si può terminare qualche lavoro o che si può raggiungere in un certo ambito.